# Phyllophaga pleroma
Phyllophaga pleroma är en skalbaggsart som beskrevs av Henry J. Reinhard 1940. Phyllophaga pleroma ingår i släktet Phyllophaga och familjen Melolonthidae. Inga underarter finns listade i Catalogue of Life.